# لانس ديفيدز
لانس ديفيدز (بالإنجليزية: Lance Davids) لاعب كرة قدم جنوب أفريقي وفتي شكيلة منتخب جنوب أفريقيا – كأس العالم لكرة القدم.

## مسيرته الكروية
لعب لانس ديفيدز خلال مسيرته الاحترافية مع 7 أندية في سبعة عشر موسمًا وسجل خلالها 24 هدفًا ضمن 234 مباراة. ولم يفز بأي موسم بالكأس وفاز في موسم واحد بالدوري.
خاض لانس ديفيدز مسيرته مع نادي هيلانك في موسم 2002–03 لمدة موسم واحد، لم يشارك في أي مباراة ولم يسجل أي هدف. ثم انتقل إلى نادي ميونخ 1860 في موسم 2003–04 ولمدة موسمين، حيث شارك في 21 مباراة ولم يسجل أي هدف أيضًا. لينتقل بعدها إلى TSV 1860 Munich II ‏ في موسم 2004–05 ولمدة موسمين، مشاركًا في 50 مباراة سجل خلالها 10 أهداف. ثم انتقل إلى نادي يورغوردينس في موسم 2006 واستمر معه طيلة ثلاثة مواسم، مشاركًا في 64 مباراة سجل خلالها 6 أهداف. هذا وانتقل لاحقًا إلى نادي سوبر سبورت يونايتد في موسم 2008–09 لمدة موسم واحد، مشاركًا في 6 مباريات ولم يسجل أي هدف. ثم انتقل بعدها إلى نادي أياكس كيب تاون في موسم 2009–10 في المرة الأولى لمدة موسم واحد ثم في موسم 2012–13 واستمر معه طيلة ثلاثة مواسم، مشاركًا طوالها في 53 مباراة سجل خلالها 7 أهداف. ليعود وينتقل من جديد، لكن هذه المرة إلى نادي ليرس في موسم 2010–11 واستمر معه طيلة ثلاثة مواسم، مشاركًا في 40 مباراة سجل خلالها هدفًا واحدًا.

## روابط خارجية
- لانس ديفيدز على موقع الاتحاد الدولي (مؤرشف)  (الإنجليزية)
- لانس ديفيدز على موقع اتحاد السويد (السويدية)
- لانس ديفيدز على موقع قاعدة بيانات كرة القدم.إي يو (الإنجليزية)
- لانس ديفيدز على موقع ناشيونال فوتبول تيمز (الإنجليزية)
- لانس ديفيدز على موقع عالم كرة القدم.نت (الإنجليزية)
- لانس ديفيدز على موقع كووورة